# Стоилешти (Валча)
Стоилешти (рум. Stoileşti) насеље је у Румунији у округу Валча у општини Стоилешти. Oпштина се налази на надморској висини од 431 m.

## Становништво
Према подацима из 2002. године у насељу је живело 4382 становника, од којих су сви румунске националности.

### Хронологија
| Година       | 1992 | 1993 | 1994 | 1995 | 1996 | 1997 | 1998 | 1999 | 2000 | 2001 | 2002 | 2003 | 2004 | 2005 | 2006 | 2007 | 2008 | 2009 | 2010 | 2011 | 2012 | 2013 | 2014 | 2015 | 2016 | 2017 |
| ------------ | ---- | ---- | ---- | ---- | ---- | ---- | ---- | ---- | ---- | ---- | ---- | ---- | ---- | ---- | ---- | ---- | ---- | ---- | ---- | ---- | ---- | ---- | ---- | ---- | ---- | ---- |
| Становништво | 4700 | 4649 | 4642 | 4647 | 4556 | 4554 | 4484 | 4452 | 4429 | 4395 | 4338 | 4296 | 4242 | 4197 | 4165 | 4129 | 4098 | 4054 | 4031 | 3978 | 3931 | 3900 | 3879 | 3829 | 3802 | 3759 |